# Edvaldo Oliveira Chaves
Edvaldo Oliveira Chaves (vzdevek Pita), brazilski nogometaš in trener, * 4. avgust 1958.
Za brazilsko reprezentanco je odigral 7 uradnih tekem.